# Журбинці (річка)
Журбинці, Журбинка — річка в Україні, в Уманському районі Черкаської області, ліва притока Ятрані (басейн Південного Бугу).

## Опис
Довжина річки приблизно 11 км. Формується з багатьох безіменних струмків та водойм.

## Розташування
Бере початок у селі Громи. Тече переважно на південний схід і у селі Ятранівці впадає у річку Ятрань, праву притоку Синюхи. 
Річку перетинає автомобільна дорога М05.